# Baffie
Baffie is een gemeente in het Franse departement Puy-de-Dôme (regio Auvergne-Rhône-Alpes) en telt 114 inwoners (2014). De plaats maakt deel uit van het arrondissement Ambert.

## Geografie
De oppervlakte van Baffie bedraagt 10,8 km², de bevolkingsdichtheid is dus 10,8 inwoners per km².
De onderstaande kaart toont de ligging van Baffie met de belangrijkste infrastructuur en aangrenzende gemeenten.

## Demografie
Onderstaande figuur toont het verloop van het inwonertal (bron: INSEE-tellingen).